# La Panse du chacal
La Panse du chacal est un roman de l'écrivain martiniquais Raphaël Confiant publié en 2004. Le roman met en lumière l'histoire difficile des Indiens d'Inde, fuyant la pauvreté et colonisation britannique de leur pays, qui ont émigré à la fin XIXe siècle dans les Caraïbes pensant y trouver un Eldorado.

## Résumé
À la fin XIXe siècle, en Inde, Adhiyamân voit ses parents se faire manger par des chacals. Il fuit à Pondichéry avec sa femme et son fils Vinesh. Il embarque pour les Antilles comme des milliers d'indiens, les Coulis, traversant 2 océans, l'Indien et l'Atlantique. Ils embauchent dans une plantation de canne à sucre, remplaçant les esclaves affranchis, mais ils sont mal reçus par les noirs restants. Le planteur hait le sucre de betterave et le vin. En 1914-18, le rhum est très consommé dans les tranchées.